# Place François-Ier
La place François-Ier est une voie située dans le quartier des Champs-Élysées du 8e arrondissement de Paris.

## Situation et accès
La place François-Ier est desservie à proximité par les lignes 1 et 13 à la station Champs-Élysées - Clemenceau.

Vues de la place en 2025
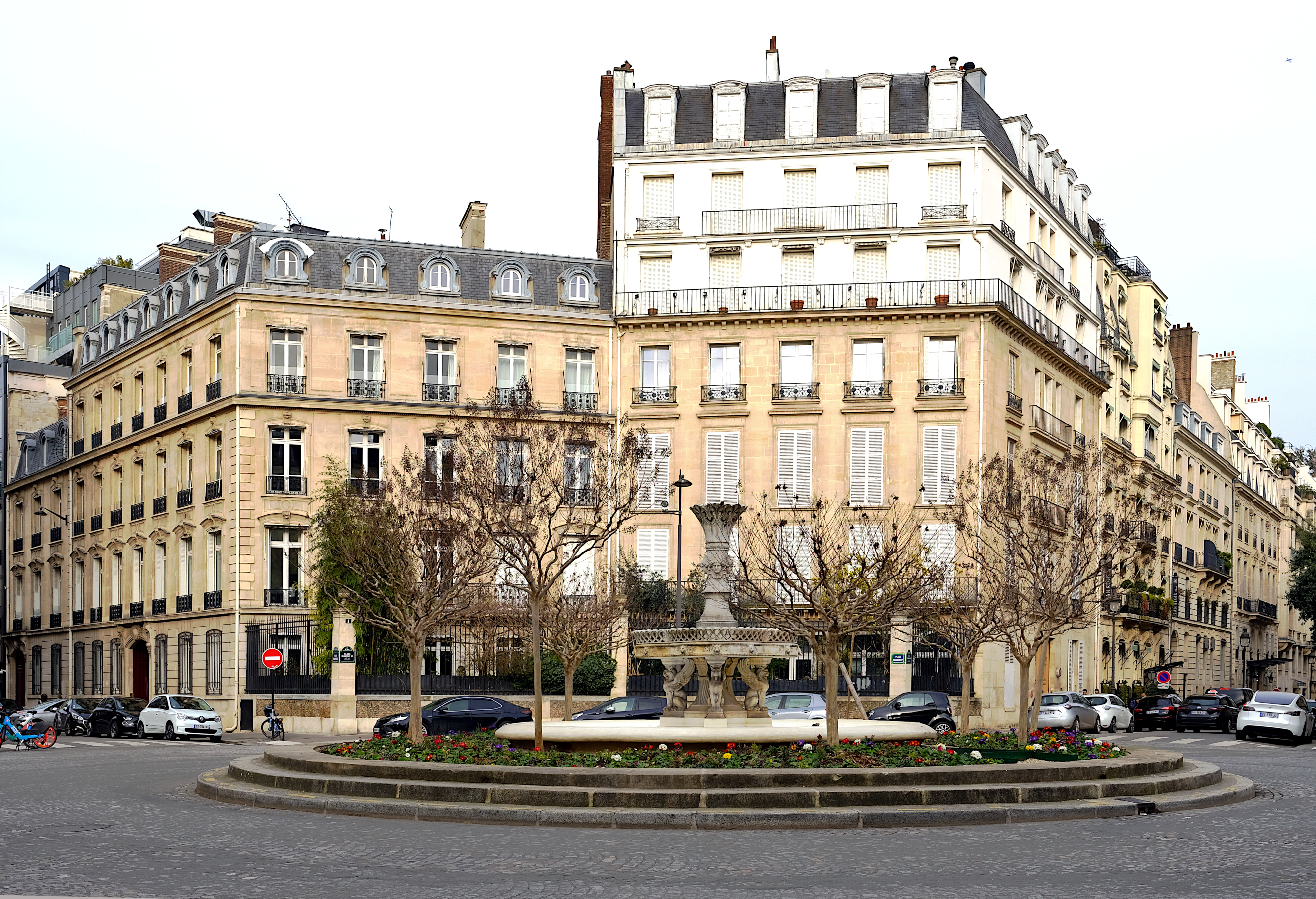
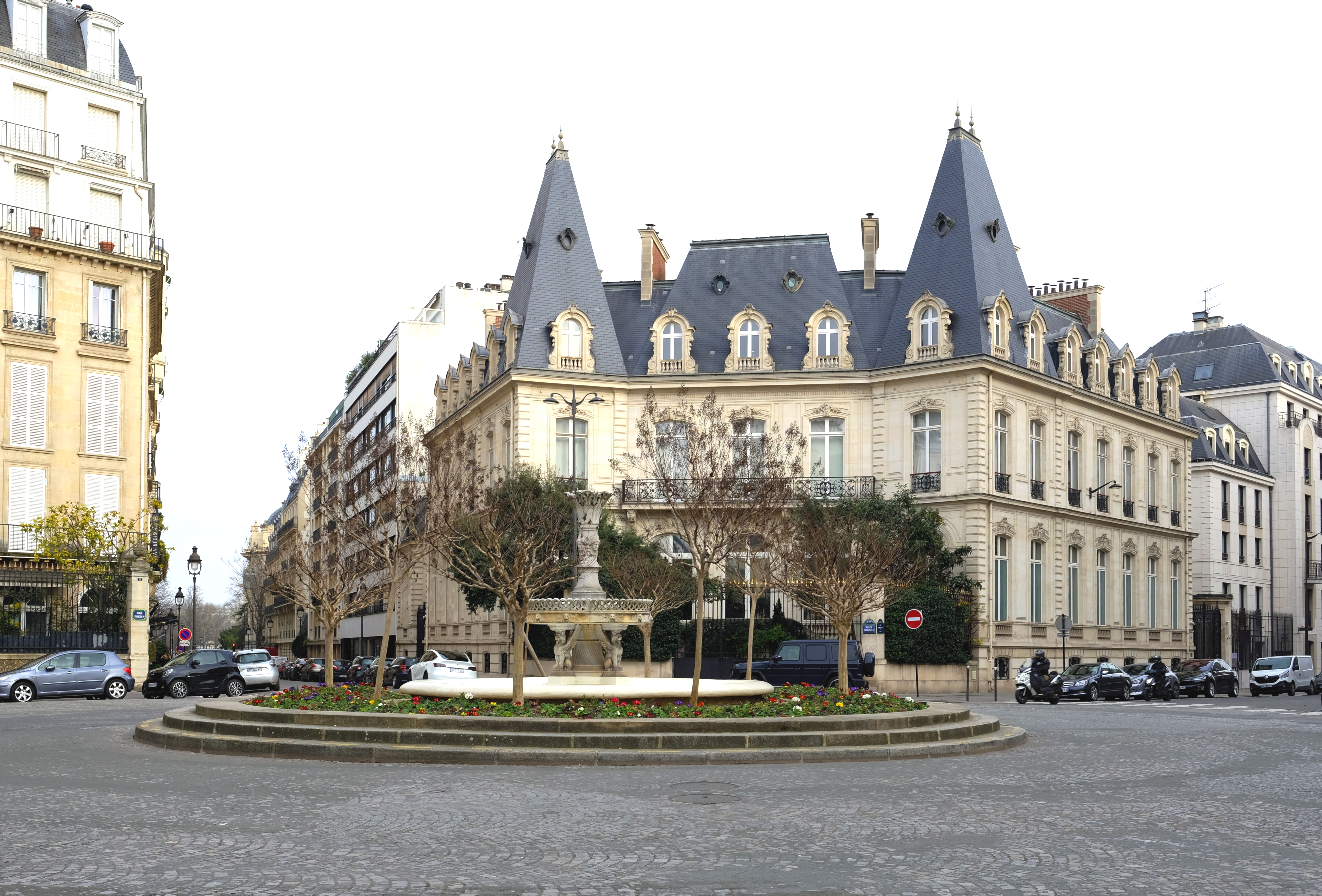

## Origine du nom

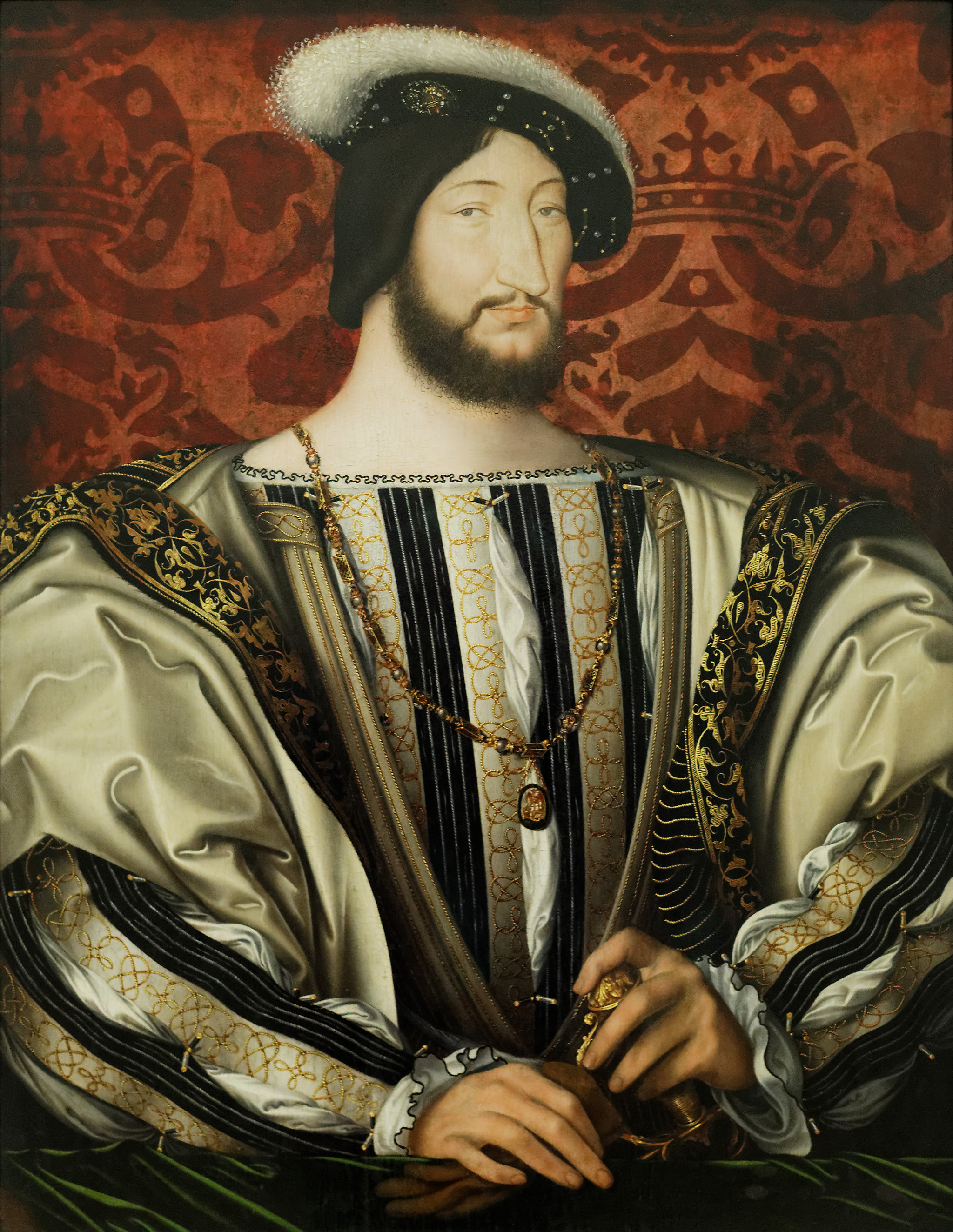
François Ier.

Cette place porte le nom du roi de France François Ier, en raison de l'installation, près de la place, de la maison dite de François Ier.

## Historique
En vertu d'une ordonnance royale du 23 juillet 1823, une compagnie, représentée par M. Constantin, a été autorisée à ouvrir sur ses terrains :
« 
- 1. deux rues de chacune 14,60 mètres de largeur ;
- 2. une place circulaire de 40,90 mètres de diamètre.

Cette autorisation a été accordée aux conditions suivantes : 
- 1. de fournir gratuitement le terrain nécessaire auxdites rues et place ;
- 2. de faire les frais du premier pavage et éclairage ;
- 3. de pratiquer, sur les côtés des nouvelles voies ouvertes, des trottoirs en dalles, et en outre de se soumettre aux lois et règlements sur la voirie de Paris, etc. »

Cette ordonnance fut immédiatement exécutée : les deux rues ont reçu les noms de « rue Bayard-Champs-Élysées » et de « rue Jean-Goujon » et la place celui de « place François-Ier ».

## Bâtiments remarquables et lieux de mémoire
- Au centre de la place se trouve la fontaine de la place François-Ier conçue par Gabriel Davioud et sculptée par François-Théophile Murguet en 1865.
- No 4 : hôtel particulier dit de Vilgruy de style néo-Renaissance, construit par Henri Labrouste en 1865[3], dont l'ensemble formé par les façades, les toitures, l’escalier, les petit et grand salons, la salle à manger des premier et deuxième étages ainsi que leur décor est  Classé MH (1981)[4].
- Nos 5-7 : hôtel de Clermont-Tonnerre, au croisement du 12 rue François-Ier (plus d'informations dans cet article) et du 11 rue Jean-Goujon.

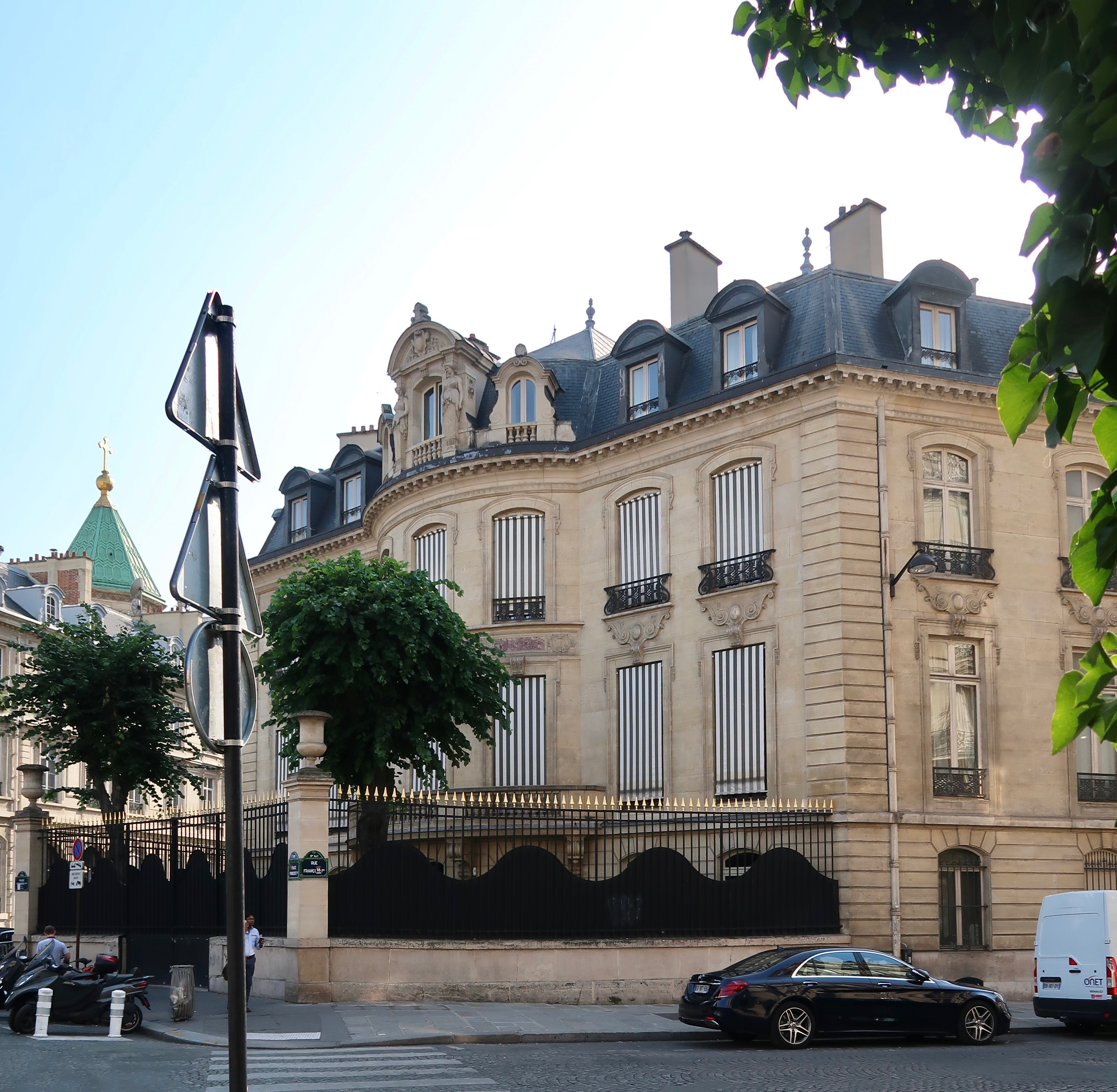
Hôtel de Vilgruy.
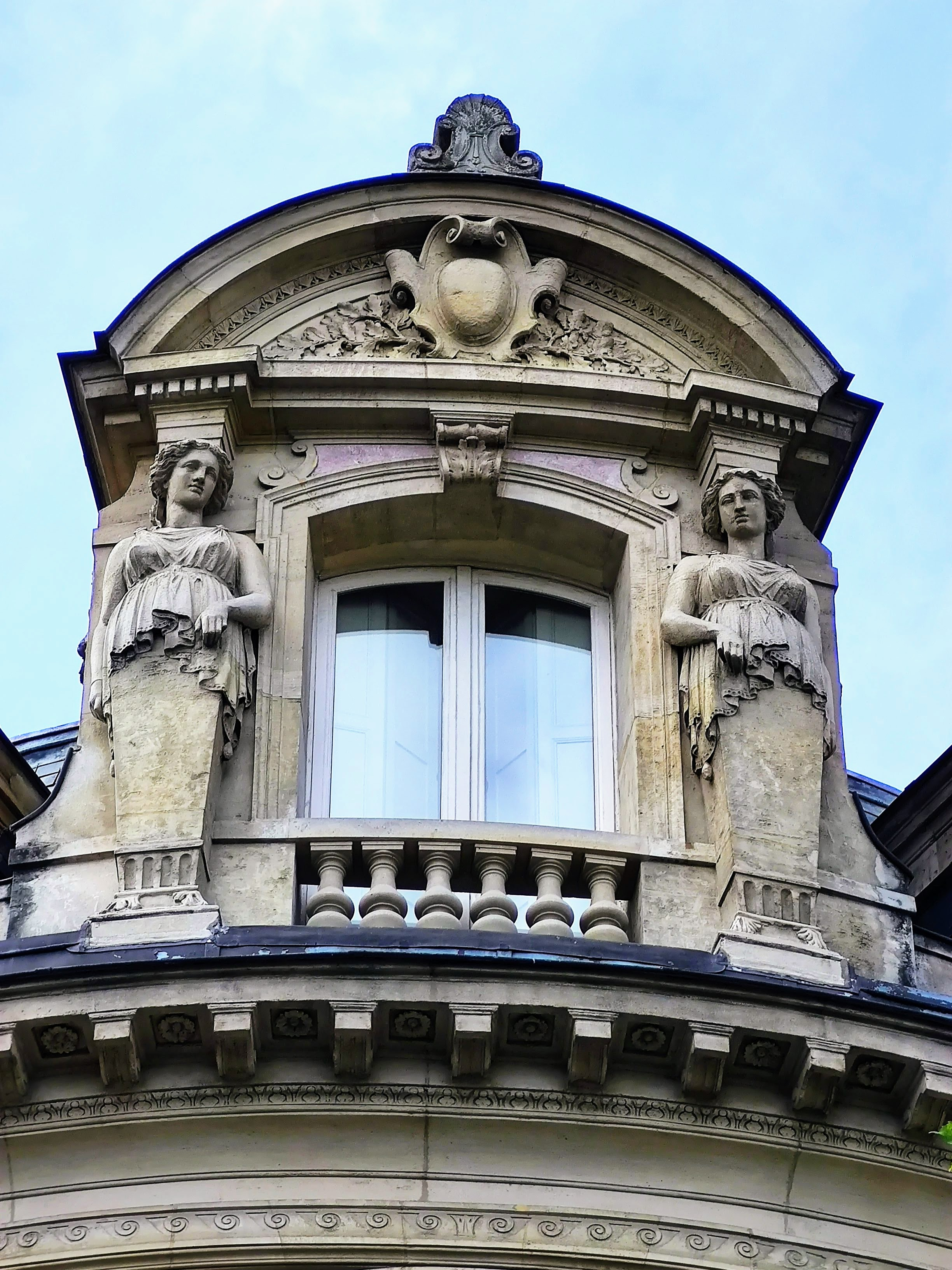
Fenêtre de l'hôtel de Vilgruy donnant sur la place.
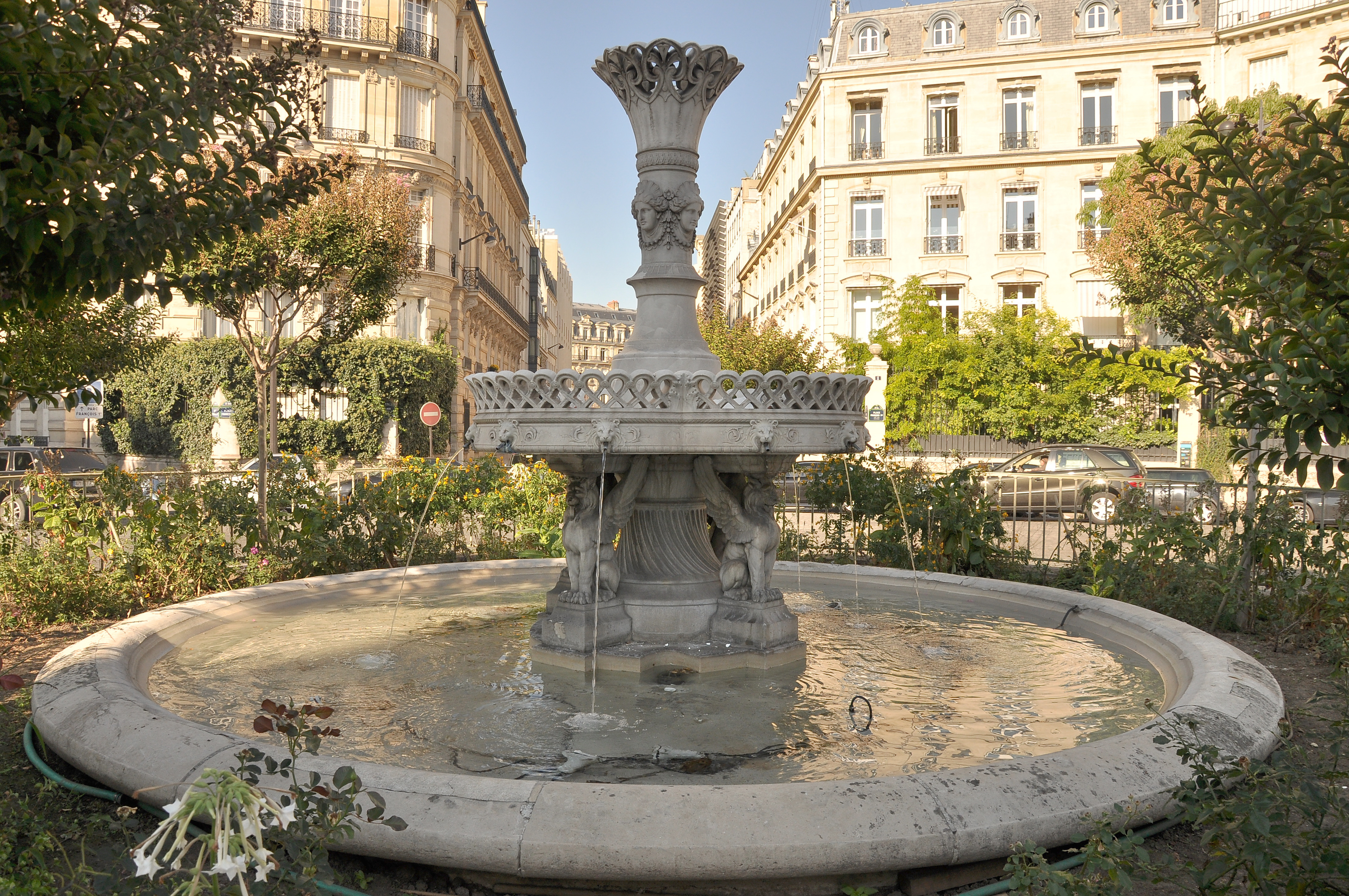
La fontaine de la place François-Ier.